# Oscillospiraceae
Die Oscillospiraceae sind eine Familie von Bakterien. Hier sind viele Gattungen vereint, welche besonders in Hinsicht der Darmflora verschiedener Wirbeltiere, einschließlich des Menschens, wichtig sind. Metagenomische Studien haben die Präsenz vieler dieser Gattungen im Darmtrakt verschiedener Organismen nachgewiesen und ihre potenzielle Rolle in Gesundheit und Krankheit werden untersucht. Einige Arten werden in Hinsicht auf die Nutzung als Probiotika untersucht. Es sind freilebende Arten vorhanden.

## Merkmale
Die Zellform der einzelnen Arten ist unterschiedlich, es sind stäbchenförmige Arten vorhanden, wie z. B. Pseudoflavonifractor. Auch Kokken treten auf, wie z. B. Zellen von Ruminococcoides. Gemmiger ist ei- bis sanduhrförmig (0,9–2,5 × 1,0 µm), die Zellen teilen sich scheinbar an einer Verengung und erwecken so den Eindruck einer Knospung. Schnell wachsende Zellen von Gemmiger können Ketten bilden. Der Gram-Test verläuft je nach Art unterschiedlich.

## Stoffwechsel und Wachstum
Die Gattungen sind anaerob, sie tolerieren keinen Sauerstoff. Sie führen die Gärung (Fermentation) zur Energiegewinnung durch und bilden hierdurch kurzkettige Fettsäuren, insbesondere Butyrat. Dies ist wichtig für die Aufrechterhaltung der Darmgesundheit.
Es folgt eine Tabelle mit einigen Arten:
|                      | Morphologie | Stoffwechsel                                                                                                  | Vorkommen                                                                |
| -------------------- | --- | --- | ------------------------------------------------------------------------ |
| Acutalibacter        | Gram-negativ, Stäbchen, bildet Endosporen, motile Zellen wurden nicht beobachtet, aber mit der Motilität verbundene Proteine sind im Genom kodiert | Kein Wachstum auf festem Medium, komplexe flüssige Medien erforderlich                                        | im menschlichem Kot, Darm oder dem Magen-Darm-Trakt von Tieren           |
| Anaerotruncus        | nicht beweglich, Gram-positiv, Stäbchen, bilden gelegentlich ovale, terminale Sporen                                                               | bildet durch Fermentation Acetat und Butyrat, toleriert ein breites pH-Spektrum (pH 5,5 bis 11)               | menschlicher Darm                                                        |
| Butyricicoccus       | Gram-positiv, Kokken, nicht motil, nicht sporenbildend                                                                                             | Hauptsächlich Butyratproduktion (Fermentation)                                                                | Darmtrakt von Tier, z. B. bei Hühnern und Menschen                       |
| Ethanoligenens       | Gram-positiv, nicht sporenbildend, Stäbchen, motil                                                                                                 | Fermentation zu Acetat, Ethanol, H2 und CO2                                                                   | Anaerobe Umgebungen (Belebtschlamm)                                      |
| Faecalibacterium     | Gram-positiv, Stäbchenförmig, bei F. prausnitzii manchmal mit Schwellungen, nicht beweglich, nicht sporenbildend                                   | Fermentation u. a. zu Butyrat, baut Polysaccharide ab                                                         | Darmtrakt (Tier und Mensch)                                              |
| Gemmiger             | Gram-variabel, Eiförmige bis sanduhrförmig, nicht sporenbildend, nicht motil                                                                       | Fermentation zu Formiat, Butyrat, Lactat                                                                      | Darmtrakt (Vogel und Mensch)                                             |
| Intestinimonas       | Gram-positiv, Stäbchen, sporenbildend | Fermentation von Fructoselysin zu Butyrat                                                                     | Menschlicher Darm, auch in anderen Tieren, darunter Mäusen und Schweinen |
| Oscillospira         | Gram-positiv oder negativ, bildet Sporen, motil, Die Zellen von O. guilliermondii sind sehr groß (etwa 5–7 μm breit und bis zu 70 mm lang).        | bildet kurzkettige Fettsäuren wie Butyrat                                                                     | Darmtrakt (Tier und Mensch)                                              |
| Pseudoflavonifractor | Gram-negativ, Stäbchen oder kokkoid (P. hominis)                                                                                                   | Butyratproduktion                                                                                             | Menschlicher und tierischer Darm                                         |
| Ruminococcoides      | Gram-positiv, Kokken, sporenbildend, ist resistent gegen Gallensäure                                                                               | Abbau resistenter Stärke zu Formiat und Acetat, einige Stämme bilden auch noch Lactat                         | Menschlicher Darm, Galle                                                 |
| Ruminococcus         | Gram-positiv, Kokken, bildet keine Sporen, | Fermentation von Kohlenhydraten ergibt verschiedene Anteile von Acetat, Formiat, Succinat, Laktat und Ethanol | Pansen, Dickdarm oder Blinddarm vieler Tiere und Menschen                |
| Saccharofermentans   | Gram-positiv, oval, nicht motil, | Fermentationsprodukte von Glucose sind Butyrat, Acetat, Succinat und Lactat.                                  | Abwasser aus der Schlammbehandlung von Brauereien.                       |
| Subdoligranulum      | Gram-negativ, nicht sporenbildend, kokkenförmig auch pleomorph                                                                                     | Fermentation von Zuckern, bildet Succinat, Acetat, Lactat und                                                 | Darmtrakt des Menschen und Tieren (z. B. in Hausgänse)                   |

## Ökologie
Viele Arten sind Darmbakterien (s.h. Kapitel Medizinische Nutzung).
Andere kommen z. B. im Boden oder Wasser vor.
Die Gattung Ethanoligenens beinhaltet Gram-positive, nicht sporenbildende, stäbchenförmige und motile Bakterien, die mesophile, also gemäßigte Wachstumsbedingungen bevorzugen. Der Gattungsname selbst weist auf die Fähigkeit dieser Organismen zur Ethanolproduktion hin. Ihr Stoffwechselweg umfasst die Fermentation von Glucose und anderen Kohlenstoffquellen, wobei Wasserstoff, Acetat, Kohlendioxid und Ethanol als Hauptprodukte entstehen. Aufgrund ihrer Fähigkeit zur Bio-Wasserstoffproduktion aus organischen Abfällen, einschließlich Abwasser, besitzen Ethanoligenens-Arten Potenzial für Anwendungen im Bereich der Bioenergie. Wasserstoff gilt als vielversprechende grüne Alternative zu fossilen Brennstoffen, da er ein effizienter Energieträger ist und bei der Verbrennung keine Treibhausgase erzeugt.
Ihr typischer Lebensraum sind anaerobe Umgebungen wie Klärschlamm. Auch die Art Hydrogenoanaerobacterium saccharovorans könnte für die Produktion von Wasserstoff eingesetzt werden.
Petroclostridium xylanilyticum baut Xylan ab und wurde aus dem Ölschlamm des Shengli-Ölfeldes in China isoliert. Ein optimales Wachstum fand bei 50 °C statt. Thermocaproicibacter melissae ist thermophil ("wärmeliebend") und wächst bei Temperaturen von 37–60 °C. Es zeigt bestes Wachstum bei einer Temperatur von 50–55 °C. Durch Gärung bildet es u. a. die Verbindung n-Caproat.
Vesiculincola pelomyxa kommt innerhalb der Amöbe Pelomyxa vor. Es lebt hier innerhalb von Vakuolen der Amöbenzelle. Es handelt sich um ein Konsortium mit der Amöbe und den Bakterien Candidatus Syntrophus pelomyxae (Klasse Deltaproteobacteria) und Candidatus Vesiculincola pelomyxae sowie dem methanogenen (also Methan bildendes) Archaeum Candidatus Methanoregula pelomyxae. Während
Vesiculincola pelomyxa in Vakuolen vorkommt, leben die anderen zwei Arten frei im Cytosol der Amöbe.

## Medizinische Nutzung

Struktur von Buttersäure

Die Arten der Familie Oscillospiraceae bilden im Darm des Wirtes durch Fermentation kurzkettige Fettsäuren (SCFA), wie z. B. Butyrat und Lactat. Solche Verbindungen sind wichtig für das Darmepithels. Darüber hinaus wirken SCFA entzündungshemmend und fördern die Bildung von antimikrobiellen Peptide. Butyratt hilft die Barrierefunktionen des Darms aufrechtzuerhalten. Butyrat stärkt des Weiteren die Darmbarrierefunktion, indem es unter anderem die Expression von Tight Junctions-Proteinen stimuliert. Kurzkettige Fettsäuren senken außerdem den pH-Wert im Kolon und hemmen dadurch das Wachstum von möglichen pathogenen Bakterien. Dies macht viele Arten der Oscillospiraceae interessant für die Nutzung als Probiotika. So besteht ein enger Zusammenhang zwischen Schwankungen in der Häufigkeit von der Gattung Oscillospira und Fettleibigkeit, Untergewicht und der menschlichen Gesundheit im Ganzen. Darüber hinaus hat eine wachsende Zahl von Studien gezeigt, dass Oscillospira auch bei anderen Krankheiten wie Gallensteinen und chronischer Verstopfung eine Rolle spielt und eine gewisse Korrelation mit den positiven oder negativen Veränderungen in deren Verlauf aufweist. Sequenzierungsdaten in Verbindung mit der Erstellung von Stoffwechselprofilen deuten darauf hin, dass Oscillospira wahrscheinlich eine Gattung ist, die in der Lage ist, kurzkettige Fettsäuren (SCFAs) wie Butyrat zu produzieren, was es sie für das Screening von Probiotika der nächsten Generation (next-generation probiotic) interessant macht. In Anbetracht der positiven Wirkungen von Oscillospira bei einigen spezifischen Krankheiten, wie z. B. fettleibigkeitsbedingten Stoffwechselkrankheiten, wurde es bereits als einer der Probiotika-Kandidaten der nächsten Generation charakterisiert und hat daher ein großes Potenzial für die Entwicklung und Anwendung in künftigen Lebensmitteln, Gesundheitsprodukten und Biopharmazeutikum.
Subdoligranulum fermentiert ebenfalls Zucker und bildet Butyrat. Die Fähigkeit zur Butyratproduktion könnte zu den potenziellen gesundheitlichen Vorteilen dieser Gattung beitragen. Subdoligranulum-Arten sind im Darmtrakt von Menschen und Tieren zu finden. Interessanterweise wurde eine Verbindung zwischen dem Vorkommen von Subdoligranulum und Akkermansia muciniphila beobachtet. Dies könnte auf eine metabolische Interaktion zwischen diesen beiden Gattungen hindeuten. Akkermansia wird ebenfalls als Probiotikum untersucht.
Anaerotruncus ist im menschlichen Darm zu finden. Eine reduzierte Anzahl dieser Bakterien wurde mit einem erhöhten Body-Mass-Index (BMI) in Verbindung gebracht. Es kann auch entzündendhemmend wirken.
Faecalibacterium prausnitzii ist sehr häufig im menschlichen Darm und wird aufgrund seiner potenziellen gesundheitlichen Vorteile als vielversprechendes Probiotikum angesehen wird. Eine reduzierte Anzahl von Faecalibacterium-Bakterien wurde in zahlreichen Studien mit verschiedenen Krankheitszuständen in Verbindung gebracht.
Das Darmmikorbium Lawsonibacter asaccharolyticus ist an dem Abbau von Kaffee beteiligt, es kommt vermehrt in der westlichen Welt, wo Kaffee häufig getrunken wird, vor.

## Systematik
Aufzeichnungen über die Typgattung Oscillospira erschienen erstmals vor einem Jahrhundert, als Chatton und Pérard im Blinddarm von Meerschweinchen Oscillospira guilliermondii entdeckten. Die Familie Oscillospiraceae wurden früher als Ruminococcaceae geführt. Die Einführung der Familie Oscillospiraceae beruht auf neuen phylogenetischen Erkenntnissen. Hierzu zählen genetischen und genomischen Analysen, die eine feinere Unterscheidung innerhalb dieser Gruppe von Darmbakterien ermöglicht haben.
Die Oscillospiraceae zählen zu der Ordnung Eubacteriales (auch als Clostridiales bekannt), dies ist eine taxonomisch vielfältige Organismengruppe, die aus zahlreichen paraphyletischen Familien besteht. Seit 1975 wurden viele genomische Studien genutzt, um ihre phylogenetischen Beziehungen mithilfe der rRNA-Homologie zu reorganisieren und neu zu klassifizieren. Kürzlich wurden neue Organismen beschrieben und der Ordnung zugeordnet, und 2009 wurde die Familie Ruminococcaceae vorgeschlagen, um eine morphologisch, phänotypisch und physiologisch vielfältige Gruppe von Gattungen innerhalb der rRNA-Cluster III und IV zu umfassen.
Technologische Fortschritte bei der genotypischen Klassifizierung mittels Protein- und Gesamtgenomsequenzierung haben weitere Fehlklassifizierungen innerhalb dieser Cluster zutage gefördert. Im Jahr 2018 schlugen Zhang und Mitarbeiter vor, die meisten Mitglieder des Clostridienclusters III in eine neue Familie, Hungateiclostridiaceae, umzuklassifizieren, die sich taxonomisch von den übrigen Mitgliedern der Familie Ruminococcaceae unterscheidet. In einer taxonomischen Anmerkung aus dem Jahr 2019 teilte Tindall mit, dass eine Umklassifizierung zwar höchstwahrscheinlich auf Grundlage der Regeln des International Code of Nomenclature of Prokaryotes gerechtfertigt sei, es sich bei Hungateiclostridiaceae und Ruminococcaceae jedoch sowohl um gültig veröffentlichte aber unrechtmäßige Namen handele und die Mitglieder beider Familien unter dem priorisierten Familiennamen Oscillospiraceae zusammengefasst bleiben müssten, bis weitere Arbeiten und Korrekturen an der Familie erfolgt seien.
In der Familie sind auch unkultivierte oder vorläufige Gattungen vorhanden, die oft durch den Zusatz "Candidatus" gekennzeichnet werden. Die Kultivierung einiger Mitglieder der Oscillospiraceae stellt eine wissenschaftliche Herausforderung dar, was unser detailliertes Verständnis ihrer Physiologie und Stoffwechselwege erschwert. In solchen Fällen stellen metagenomische Daten, die aus der direkten Sequenzierung von Umweltproben gewonnen werden, oft die primäre Informationsquelle dar.
Im April 2025 waren über 50 Gattungen bekannt. Es folgt eine Liste einiger Gattungen:
- Acetanaerobacterium Chen and Dong 2004
- Acutalibacter Lagkouvardos et al. 2016
- "Candidatus Alloruminococcus" Glendinning et al. 2021
- Amygdalobacter Srinivasan et al. 2023
- Anaerobacterium Horino et al. 2014
- Anaerofilum Zellner et al. 1996
- Anaerotruncus Lawson et al. 2004
- "Bittarella" Durand et al. 2017
- Butyricicoccus Eeckhaut et al. 2008
- Cellulosibacter Watthanalamloet et al. 2012
- Ethanoligenens Xing et al. 2006
- Faecalibacterium  Duncan et al. 2002
- Flavonifractor Carlier et al. 2010
- Hydrogeniiclostridium corrig. Chaplin et al. 2020
- Hydrogenoanaerobacterium Song and Dong 2009
- Intestinimonas Kläring et al. 2013
- Lawsonibacter Sakamoto et al. 2018
- Monoglobus Kim et al. 2017
- Neglectibacter Zgheib et al. 2024
- Oscillibacter Iino et al. 2007
- Oscillospira Chatton and Pérard 1913 (Approved Lists 1980)
- Petroclostridium Zhang et al. 2018
- Pseudoflavonifractor Carlier et al. 2010
- Ruminococcoides Molinero et al. 2021
- Ruminococcus Sijpesteijn 1948 (Approved Lists 1980)
- Saccharofermentans Chen et al. 2010
- "Candidatus Schneewindia" Glendinning et al. 2021
- Solibaculum Sakamoto et al. 2021
- Sporobacter Grech-Mora et al. 1996
- Subdoligranulum Holmstrøm et al. 2004
- Tepidibaculum Slobodkina et al. 2019
- Thermocaproicibacter Nguyen et al. 2023
- Thermoclostridium Zhang et al. 2018
- Vescimonas Kitahara et al. 2021
- "Yanshouia" Liu et al. 2021
- Youxingia Liu et al. 2022
- Zongyangia Liu et al. 2022